# جيفرسون نوغويرا جونيور
جيفرسون نوغويرا جونيور هو لاعب كرة قدم برازيلي في مركز الوسط، ولد في 22 يناير 1994 في كامبيناس في البرازيل. لعب مع نادي فيغورينسي.

## وصلات خارجية
- جيفرسون نوغويرا جونيور على موقع اتحاد تركيا (لاعب) (الإنجليزية)
- جيفرسون نوغويرا جونيور على موقع قاعدة بيانات كرة القدم.إي يو (الإنجليزية)
- جيفرسون نوغويرا جونيور على موقع Soccerway.com (الإنجليزية)
- جيفرسون نوغويرا جونيور على موقع عالم كرة القدم.نت (الإنجليزية)